# 海德堡 (密西西比州)
海德堡（英語：Heidelberg）是位於美國密西西比州賈斯珀縣的城鎮。

## 人口
根據2020年美國人口普查的數據，海德堡的面積為13.29平方千米，當中陸地面積為13.24平方千米，而水域面積為0.05平方千米。當地共有人口637人，而人口密度為每平方千米48人。